# Provincia della baia del Massachusetts
La provincia della Massachusetts Bay è stata una colonia britannica nata dalla fusione della Colonia di Plymouth e della Colonia della Baia del Massachusetts. L'atto costitutivo entrò in vigore il 14 maggio 1692 e comprendeva la Colonia della Baia del Massachusetts, la Colonia di Plymouth, la provincia del Maine, Martha's Vineyard, Nantucket, Nuova Scozia e Nuovo Brunswick; il Commonwealth del Massachusetts ne è il diretto successore. Il Maine è stato uno stato autonomo dal 1820 e la Nuova Scozia e il Nuovo Brunswick sono ora province canadesi, essendo stati territori della colonia solo fino al 1697. Il nome Massachusetts deriva dagli indiani Massachusett, una tribù algonchina. È stato tradotto come "sulla grande collina", "sul luogo delle grandi colline", o "sulla catena delle colline", con riferimento alle Blue Hills e in particolare alla Great Blue Hill.
Fu una delle tredici colonie a fondare gli Stati Uniti d'America nel 1776.

## Storia
L'insediamento coloniale sulle rive della baia del Massachusetts iniziò nel 1620 con la fondazione della colonia di Plymouth da parte dei Padri Pellegrini a bordo della Mayflower. Altri tentativi di colonizzazione ebbero luogo nel corso degli anni Venti del Seicento, ma l'espansione degli insediamenti inglesi iniziò su larga scala solo con la fondazione della Colonia della Baia del Massachusetts nel 1628 e l'arrivo del primo grande gruppo di coloni puritani nel 1630. Nei dieci anni successivi, ci fu una grande migrazione di puritani nell'area, che portò alla fondazione di un certo numero di nuove colonie nella Nuova Inghilterra. Nel 1680 il numero delle colonie della Nuova Inghilterra si era stabilizzato a cinque; la Colonia del Connecticut, la Colonia di Rhode Island e delle Piantagioni di Providence e la provincia del New Hampshire confinavano tutte con l'area attorno alla baia del Massachusetts e Plymouth. La baia del Massachusetts, tuttavia, era la più popolosa ed economicamente significativa, poiché ospitava una flotta mercantile considerevole.
| Anno | Popolazione |
| ---- | ----------- |
| 1700 | 55.941      |
| 1710 | 62.390      |
| 1720 | 91.008      |
| 1730 | 114.116     |
| 1740 | 151.613     |
| 1750 | 188.000     |
| 1760 | 220.600     |
| 1770 | 266.565     |
| 1780 | 317.760     |